# Bryum oxycarpum
Bryum oxycarpum är en bladmossart som beskrevs av Johann Amann 1923. Bryum oxycarpum ingår i släktet bryummossor, och familjen Bryaceae. Inga underarter finns listade i Catalogue of Life.